# Заросляк строкатоголовий
Заросляк строкатоголовий (Arremon torquatus) — вид горобцеподібних птахів родини Passerellidae. Мешкає в Болівії та Аргентині.

## Таксономія
Строкатоголовий заросляк був описаний Фредеріком де Лафресне і Алсидом д'Орбіньї в 1837 році. Його довгий час відносили до роду Buarremon, однак за результатами молекулярно-філогенетичного дослідження птах був віднесений до роду Тихоголос (Arremon).

### Підвиди
Виділяють три підвиди:
- A. t. torquatus (d'Orbigny & Lafresnaye, 1837) — західна Болівія;
- A. t. fimbriatus (Chapman, 1923) — центральна Болівія;
- A. t. borellii (Salvadori, 1897) — південна Болівія і північно-західна Аргентина.

В 2010 році низка підвидів строкатоголового заросляка були визнані Південноамериканським класифікаціним комітетом окремими видоми.

## Поширення і екологія
Великий тихоголос мешкає на узліссях і в підліску тропічних і субтропічних гірських вологих лісів Болівії і Аргентини Живе на висоті до 3300 м над рівнем моря.